# 野次马
野次马是一个日语词汇，本是用来形容上年纪的老马。后来转指某些人对跟自己没有直接关系的事物，表面上感到兴趣，并围观凑热闹的态度和行为。现在多是指持有这种态度的人，含有贬义。

## 语义
词源为「親父馬（おやじうま）」，字面是老马的意思。不知从什么时候开始，「OYaJi-WuMa」(おやじうま）被讹传成「YaJi-WuMa」（やじうま）。另一种说法是，老马因为上了年纪而失去作用，只能跟在年轻的马后面，从而指代那些对别人的事袖手旁观，凑热闹指指点点的人。
表现出野次马行为的人被认为具有「野次马根性」。
另外，现在又衍生出了「野次る（やじる）」的用法，即将「野次馬」动词化。同样也有「やじを飛ばす」这种用法。
除了上述用法之外，「野次马」也用来指称「发狂的马」。

## 概述
对突发事件感兴趣是人类的本能。而野次马则有专门指代这种本能中不好的一面的意思。
虽然也有野次马因为围观而人生为之一变的情况发生，但总的来说社会对野次马行为并不持肯定的态度。

### 现实危害
野次马多出现在事件及事故发生地进行围观，对救援工作带来诸多障碍。近些年在日本的一些火灾现场，野次马们停下汽车围观的情况时有发生，造成消防车无法通行，救护车无法及时赶到等情况发生，已经成为一种社会问题。

## 关联条目
- 鄉民
- 噂 - 井戸端会議
- パパラッチ - タブロイド - 大衆誌 - 写真週刊誌 - ワイドショー
- 天六瓦斯爆炸事件 -野次马们 围观火灾而被卷入其中的事件
- 集团
- 集团行动
- 集团心理